# Iset (filla d'Amenofis III)
Iset o Aset (segle XIV aC) va ser una princesa egípcia de la XVIII dinastia. Era filla del faraó Amenofis III i de la Gran Esposa Reial Tiy, per tant era germana també d'Akhenaton i del príncep hereu Tuthmosis.
| st | t · H8 | B7 |

| st | t · H8 | B7 |

El seu nom és la versió original egípcia del nom Isis. És probable que fos la segona filla de la parella reial (després de Sitamon). Es va convertir en l'esposa del seu pare l'any 34 del regnat d'Amenofis, al voltant de la seva segona celebració del Heb Sed.
Apareix al temple de Soleb amb els seus pares i la seva germana Henuttaneb, i en una placa de carnalina (ara al Metropolitan de Nova York) també amb Henuttaneb davant dels seus pares. Probablement pertanyen a ella una caixa que es troba a Gurob i un parell de tubs d'alcofoll.
Després de la mort del seu pare se la deixa d'esmentar a les fonts.